# OneTouch Ultra

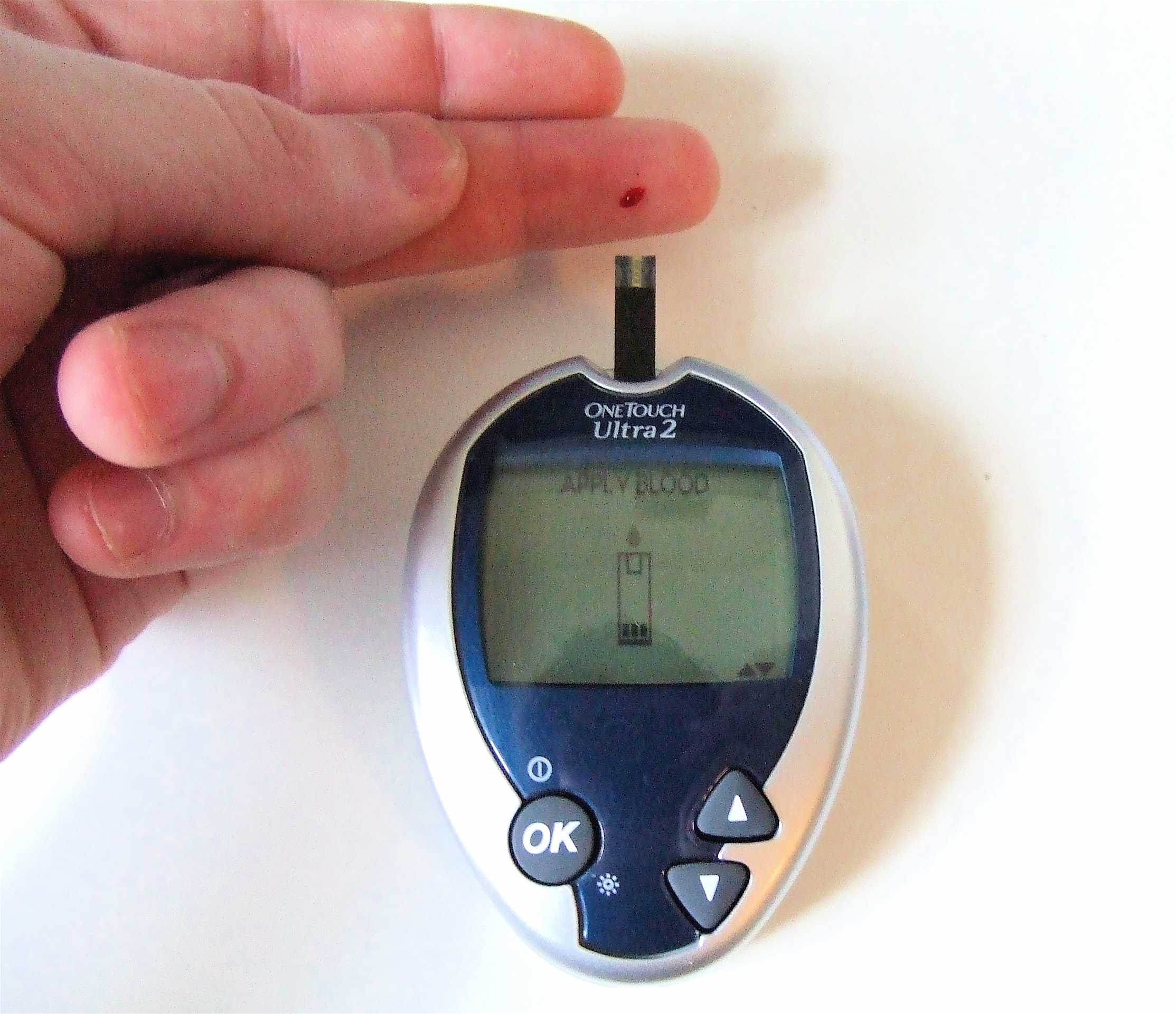
OneTouch Ultra2 utilitzat per un pacient diabètic.

El OneTouch Ultra és un dispositiu de control de glucosa en sang per a les persones amb diabetis i és el producte bàsic dels sistemes de control de glucosa en sang de la "Família OneTouch Ultra" de l'empresa LifeScan Inc. Aquest mesuradors de glucosa en sang proporcionen resultats del nivell de glucosa fent-se una petita punxada al dit, al cap de pocs segons. Els resultats mostren el nivell de glucosa en plasma amb valors parametrables per menú en: mg/dl o mmol/l.

## Nivell de glucosa en sang vs. nivell de glucosa en plasma

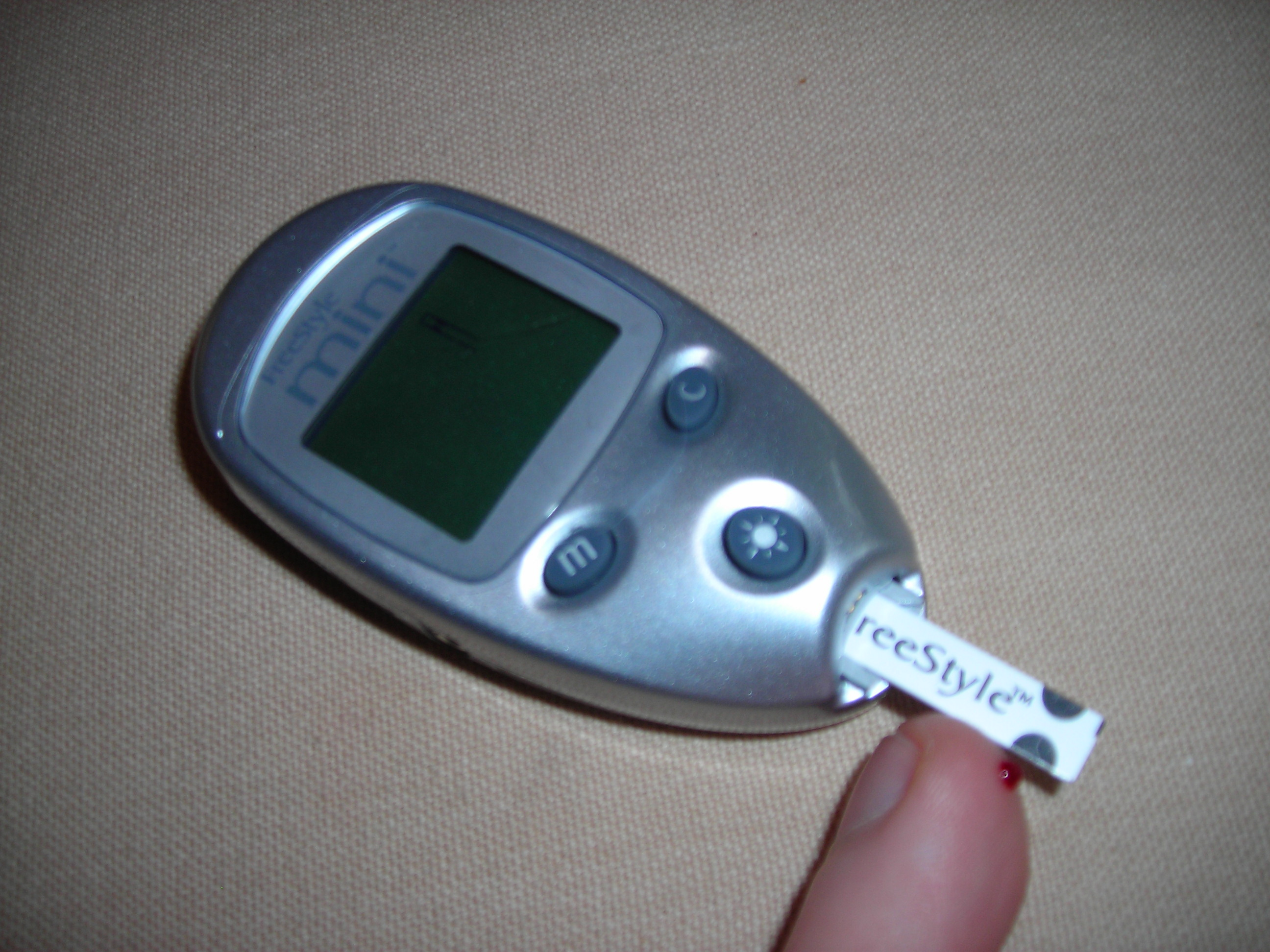
Els OneTouch mostren el nivell de glucosa en plasma

El nivell de glucosa en plasma (un dels components de la sang) és generalment un 10-15% més alt que el nivell de glucosa en sang completa (fins i tot més després de menjar). Això és important perquè els mesuradors de glucosa en sang mesuren, en primera instància, el nivell de glucosa en sang completa, mentre que la majoria de proves de laboratori mesuren la glucosa en plasma.
Actualment, els OneTouch Ultra estan entre els mesuradors que donen el resultat com a "nivell equivalent en plasma" tot i que mesuren el nivell de glucosa en sang completa. L'equivalent en plasma es calcula a partir de la lectura de glucosa en sang completa mitjançant una equació incorporada dins el programari dels OneTouch Ultra. Això permet als pacients comparar fàcilment els seus mesuraments de glucosa a casa amb les proves de laboratori. És important que els pacients i els seu metge coneguin si el glucòmetre dona els resultats del "nivell equivalent en sang completa" o del "nivell equivalent en plasma".

## Característiques
Els mesuradors OneTouch funcionen per un principi electroquímic. Són subministrats (normalment per la seguretat social) en kits que contenen una funda de transport, un dispositiu per a llancetes, una solució mostra de control, una mostra de llancetes i una tapa de recanvi per utilitzar-la amb el dispositiu quan s'utilitza en punts de prova alternatius. Entre altres models de OneTouch Ultra Meters hi ha el model OneTouch UltraSmart i el OneTouch UltraMini Meter (conegut com a OneTouch UltraEasy a Europa). A part del color Silver Moon original, l'estiu de 2007 es presentà en tres colors addicionals. Quan va sortir, podia funcionar amb una gota de sang més petita que l'estàndard.
El mesurador OneTouch Ultra 2 és similar en disseny i funcionament al OneTouch Ultra Meter, però també ofereix missatges per sie es pren la mostra, abans o després de menjar, amb comentaris i diverses funcions de memòria en forma de llista. Aquest mesurador també proporciona mitjanes de 7 dies, 14 dies i 30 dies, amb la possibilitat de fer una mitjana dels registres abans de menjar o després. Hi ha mesuradors OneTouch amb ports de dades que es poden utilitzar en combinació amb el programari de gestió de diabetis OneTouch i un PC per calcular les mitjanes i les tendències, pel que precisa un cable d'interfície específic. A partir del 2018, el programari va deixar d'estar disponible al lloc web de LifeScan.

## Campanyes sobre la diabetis
B.B. King, quan feia 10 anys o més que tenia diabetis tipus 2, va participar en una campanya publicitària organitzada per OneTouch Ultra, per a conscienciar al seu públic sobre la diabetis, descrivint com se sentia de trist amb la diabetis. També va participar en un altre anunci amb Matthew Cooper, un jove músic de Boulder, Colorado que ha tingut Diabetis tipus 1 des de la seva infantesa i també interpreta música de blues. Les campanyes volien promocionar la facilitat de control-lar la glucèmia fent-se una petita punxada al dit.

## Conversió d'unitats per Accu-Chek
Segons el país d'ús del glucòmetre, les unitats dels resultats de l'examen de glucosa en sang poden presentar-se en mg/dl (EU en general) o en mmol/l (U.K.).

Contràriament a l'Accu-Chek Aviva que es fabriquen pre-fixats en mg/dl o en mmol/l, segons el país, la majoria de mesuradors OneTouch Ultra, tenen un menú per triar les unitats.
La fórmula per a la conversió de glucosa a la sang de mmol/l en mg/dl:
- Y (en mg/dl) = 17,5*X (en mmol/l) + 3,75o be de mg/dl a mmol/l:[6]

- X (en mmol/l) = [ Y (en mg/dl) – 3,75] / 17,5

## Hemoglobina glicosilada
El glucòmetre permet una mesura instantània del nivell de glucosa en sang, però els metges s'estimen més control-lar el marcador de l'hemoglobina glicosilada que és un marcador de glicèmia molt més fiable, ja que no indica el nivell instantani de glucosa a la sang, sinó el nivell al llarg d'un període, dins d'un terme mitjà dels últims 2 o 3 mesos, en indicar el nivell de glucosa assimilat pels glòbuls vermells i sabent que el cicle de vida d'aquests és d'uns 120 dies.